# Unión de Puerto Rico
La Unión de Puerto Rico (UPR), también conocido como el Partido Unionista (PU), fue un partido político importante en Puerto Rico a principios del siglo XX. La Unión de Puerto Rico fue conocida como el partido político dominante de la isla desde 1904 hasta 1932. El fundador de la UPR, Luis Muñoz Rivera, también fundó La Democracia, que efectivamente actuó como la publicación de la UPR. El 19 de febrero de 1904, el partido Unión de Puerto Rico se convirtió en el primer partido significante en abogar por la independencia de Puerto Rico en forma de nación soberana.

## Fundación
La Unión de Puerto Rico fue fundada en febrero de 1902 por Luis Muñoz Rivera, Rosendo Matienzo Cintrón, Antonio R. Barceló, José de Diego, Juan Vías Ochoteco y otros luego de la disolución del Partido Federal tras su retiro en las elecciones de 1900. El partido se formó bajo una plataforma de mayor autonomía para Puerto Rico como resultado de la insatisfacción y frustración del grupo con la Ley Foraker.

## Plataforma

### Autonomía
La UPR, inicialmente, tenía una plataforma que impulsaba la separación del gabinete y la legislatura, que los puertorriqueños tuvieran más cargos en el gabinete, un gobernador con menos poderes y los nombramientos del gobernador con la esperanza de que los puertorriqueños pudieran tener más influencia y participación dentro de su propio gobierno.

### Ley Jones y realineación
De 1913 a 1915 Luis Muñoz Rivera intentó enmendar la Ley Jones, durante su creación, para incorporar la autonomía puertorriqueña a la ley. Rivera intentó reformar las leyes incorporando aspectos similares a la Ley Olmstead anterior, especialmente en aspectos del gobierno civil de los Estados Unidos. La campaña de Muñoz por enmiendas a la eventual ley Jones fue sistémica por el hecho de que la veía como "ultraconservadora" y quería intentar realizar la autonomía puertorriqueña.
El aspecto más divisivo de la ley Jones fue la ciudadanía estadounidense para los puertorriqueños. Tanto Muñoz como los delegados de la UPR en Washington se opusieron a la ciudadanía puertorriqueña-estadounidense. Muñoz, en febrero de 1914, presentó su propio proyecto de ley para la continuación de la ciudadanía puertorriqueña, apoyado por los delegados de la UPR. Sin embargo, abatidos, los delegados de la UPR finalmente optaron por aceptar la disposición "de ciudadanía individual descrita en el proyecto de ley Shafroth".

La paciencia y diligencia de Muñoz con respecto al proyecto de ley provisional Jones fue desafiada por el radical José De Diego (otro líder de la UPR) que buscó una solución rápida para la independencia de Puerto Rico. Esta división ideológica dentro del partido se resolvió en la convención de la UPR, en 1915. El partido, según Muñoz, llegó a la conclusión de que;
El partido Unionista. . . por una votación de 106 contra 35 resolvió seguir una política totalmente en la línea del autogobierno. El partido limitará sus actividades a exigir el autogobierno dejando la plancha independentista en su plataforma simplemente como un ideal hasta que alguna futura convención determine la fecha en que dicha plancha se considerará cuestión partidista… 

Después de la muerte de Muñoz, en 1916, esta nueva plataforma se volvió permanente, ya que la muerte de Muñoz creó conmoción con respecto a su objetivo público final para la UPR. El partido, así, comenzó a tomar una plataforma más conservadora con respecto a la autonomía puertorriqueña. Finalmente, en 1920, el partido incluso trabajaría por la expansión de la Ley Jones para mantener las relaciones con los Estados Unidos que esperaban garantizarían la eventual autonomía puertorriqueña.

## Disidencia
En 1913 se produce una pequeña facción independentista (conocida como los independentistas ) con José de Diego como líder como respuesta a la Ley Jones. Si bien fue uno de los primeros ejemplos de disidencia dentro del partido, De Diego aceptó posteriormente la Ley Jones (en línea con su partido) para conservar su posición dentro de la legislatura.
Varios miembros del partido sintieron que el Partido Unionista no estaba haciendo lo suficiente por la causa de la independencia de Puerto Rico. En 1919, José Coll y Cuchí abandonó el partido y con sus seguidores fundó la Asociación Nacionalista de Puerto Rico en San Juan. La Asociación Nacionalista tenía un grupo juvenil llamado Juventud Nacionalista (inglés: Nationalist Youth) que en ese momento estaba presidido por José Paniagua. La Juventud Nacionalista estaba compuesta entonces por estudiantes de la Universidad de Puerto Rico y estudiantes de escuela secundaria.
Otros miembros de importantes que también se sintieron como Coll y Cuchí y abandonaron el partido fueron el Dr. Leopoldo Figueroa, José S. Alegría (padre de Ricardo Alegría) y Eugenio Font Suárez, cofundador de la Asociación Independentista de Puerto Rico.

## Nacimiento del Partido Nacionalista Puertorriqueño
El 17 de septiembre de 1922, la Asociación Independentista se fusionó con la Asociación Nacionalista de Puerto Rico de Coll y Cuchí y las organizaciones políticas de la Juventud Nacionalista (Juventud Nacionalista) para formar el Partido Nacionalista Puertorriqueño.

## Reorganización
En 1921 el presidente Harding nombró a E. Mont Reily como gobernador de Puerto Rico. Si bien la UPR históricamente había sido amistosa con los gobernadores puertorriqueños, Reily tomó represalias contra la UPR ya que su plataforma estaba a favor de la independencia de Puerto Rico. Frente a un nuevo retroceso político, que incluía que miembros de la UPR ya no fueran designados para cargos gubernamentales, la UPR eliminó por completo la independencia de Puerto Rico de su plataforma y, en cambio, hizo campaña por un Estado Libre Asociado (inglés: Free Associated State) el 11 de febrero de 1922. El ELA habría permitido efectivamente que los puertorriqueños fueran elegidos como sus propios gobernadores, al extender la ciudadanía estadounidense, y como resultado habría destituido a Reily de su cargo.
El ELA y el cambio de plataforma generaron críticas por ser burguesas, especialmente de las facciones más radicales dentro de la UPR; esta facción creó el Partido Nacionalista Puertorriqueño.

### Formación de Alianza
En 1924, el Partido Unión se unió a miembros disidentes del Partido Republicano para formar la Alianza (inglés: Alliance), una coalición política. En las elecciones, ambos partidos estarían en la papeleta pero sus votos individuales se combinarían en una sola coalición. Las críticas de la facción más liberal del Partido Republicano Puertorriqueño y el Partido Socialista en 1920 con respecto al estado de Puerto Rico llevaron a la eventual formación de Coalición. La creciente influencia y organización de los partidos radicales causó preocupación dentro de la UPR. Las facciones más liberales se hicieron más populares entre la clase trabajadora masculina. Preocupaciones similares para la UPR surgieron con el sufragio femenino, logrado en 1924. La respuesta fue la creación de la Alianza .

### Partido Liberal
En 1932, la Alianza se reconstituyó como Partido Liberal y respaldó formalmente la independencia. La facción más conservadora y a favor de la estadidad de la Alianza se separó y se unió a los republicanos para formar la Unión Republicana.

## Desaparición
En 1920, después de que la UPR cambiara su plataforma para la expansión de la Ley Jones, la UPR experimentó críticas por parte de la facción independentista del Partido Republicano Puertorriqueño y el Partido Socialista por crear una nueva incertidumbre sobre el estatus de la isla.
Fuerza Viva, la asociación de agricultores en ese momento, se volvió especialmente crítica con la UPR cuando su retórica comenzó a enfatizar mayores relaciones económicas con el exterior. Fuerza Viva, como resultado, comenzó a criticar a la UPR y en 1926 comenzó un ataque contra el líder de la UPR, Antonio R. Barceló. Barceló fue acusado de socialista por Fuerza Viva.
A lo largo de la década de 1920, aunque seguía siendo el partido político dominante de la isla, la UPR experimentó una pérdida de popularidad (especialmente después de la formación de la Alianza) porque se asociaba con ser burgués y políticamente conservador.